# Erik Jørgensen
Erik Arne Jørgensen (ur. 21 kwietnia 1920 w Nyborgu, zm. 9 czerwca 2005 w Odense) – duński lekkoatleta, średniodystansowiec.
W 1946 został brązowym medalistą mistrzostw Europy na 1500 metrów z czasem 3:52,8 s.
W 1948 wystartował na igrzyskach olimpijskich na tym samym dystansie, zajmując 9. miejsce z czasem finałowym 3:56,1 s.

## Rekordy życiowe
- Bieg na 1500 metrów – 3:50,4 (1948), wynik ten był do 1952 roku rekordem Danii[3]